# 1789년 미국 대통령 선거

주별 최종 투표결과. 숫자는 각 주에 부여된 선거인단 수이고, 녹색은 조지 워싱턴을 지지한 주를 의미한다

1789년 미국 대통령 선거는 미국에서 최초로 실시된 대통령 선거이다. 이 선거 이전의 미국에는 독립된 연방 행정부와 행정부의 수반, 그리고 국가원수가 없었다. 이 선거에서 각 주로부터 선출된 69명의 선거인단은 각각 2표씩 행사할 수 있었는데, 그들은 모두 한 표씩 조지 워싱턴에게 투표하였다. 따라서 조지 워싱턴은 미국 역사상 처음이자 유일하게 만장일치로 미국의 초대 대통령에 선출되었다. 선거인단들의 다른 표는 각각의 후보들에게 갈렸는데, 그 중 가장 많이 득표한 존 애덤스는 두 번째로 많이 득표한 후보가 부통령이 되는 당시의 헌법에 따라 미국의 초대 부통령으로 당선되었다.
조지 워싱턴은 미국 역사상 처음이자 유일하게 무소속으로 대통령에 당선되었으며, 선거인단 투표와 일반 투표 모두로부터 100%의 지지를 석권한 유일한 경우로 남게 되었다. 한편, 존 애덤스는 연방주의자로서 첫 미국 부통령에 선출되었다. 뉴욕주, 노스캐롤라이나주, 로드아일랜드주, 북서 준주 (미네소타주, 위스콘신주, 일리노이주, 미시간주, 인디애나주, 오하이오주)에서는 선거인단을 선출하지 않았다.

## 후보 목록
총 12명의 후보들이 출사표를 던졌다.
| 이름            | 출신 주            | 직위                         |
| --------------- | ------------------ | ---------------------------- |
| 존 애덤스       | 매사추세츠 주      | 전 영국 대사                 |
| 제임스 암스트롱 | 조지아주           |                              |
| 조지 클린턴     | 뉴욕주             | 뉴욕주 주지사                |
| 로버트 해리슨   | 메릴랜드주         | 판사                         |
| 존 핸콕         | 매사추세츠주       | 매사추세츠주 주지사          |
| 사무엘 헌팅턴   | 코네티컷주         | 코네티컷주 주지사            |
| 벤자민 링컨     | 매사추세츠주       | 매사추세츠주 부(副)주지사    |
| 존 밀턴         | 조지아주           | 조지아주 주(州)무장관        |
| 존 러틀리지     | 사우스캐롤라이나주 | 전 사우스캐롤라이나주 주지사 |
| 에드워드 텔페어 | 조지아주           | 전 조지아주 주지사           |
| 존 제이         | 뉴욕주             |                              |
| 조지 워싱턴     | 버지니아주         | 전 대륙군 총사령관           |

### 후보들의 초상화
이 초상화들은 당시 대통령 선거에 출마했던 후보들의 목록이다.

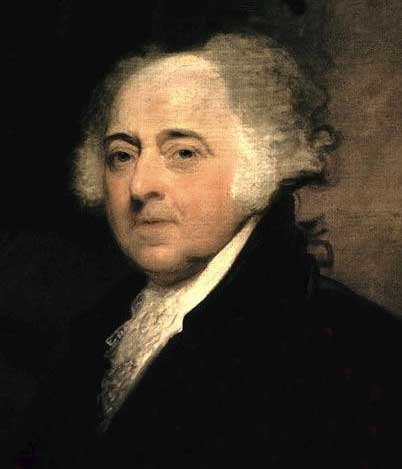
존 애덤스
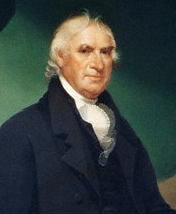
조지 클린턴
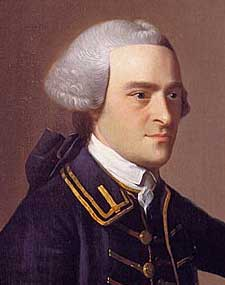
존 핸콕
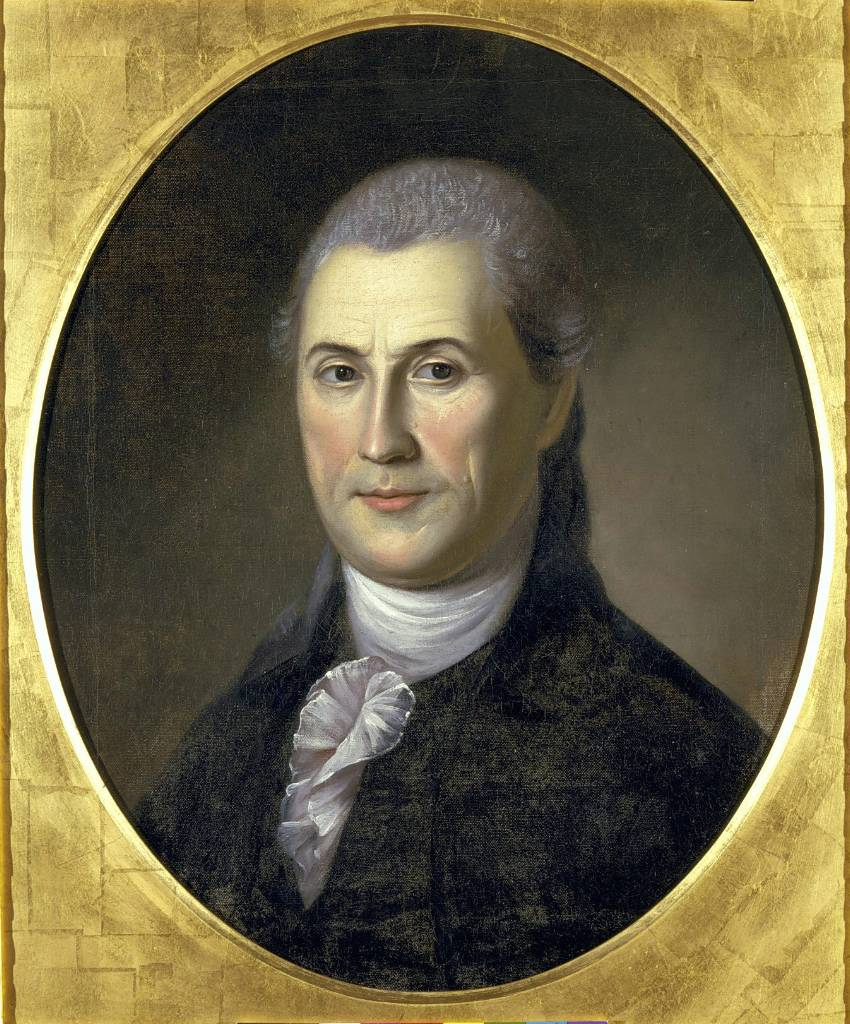
사무엘 헌팅턴
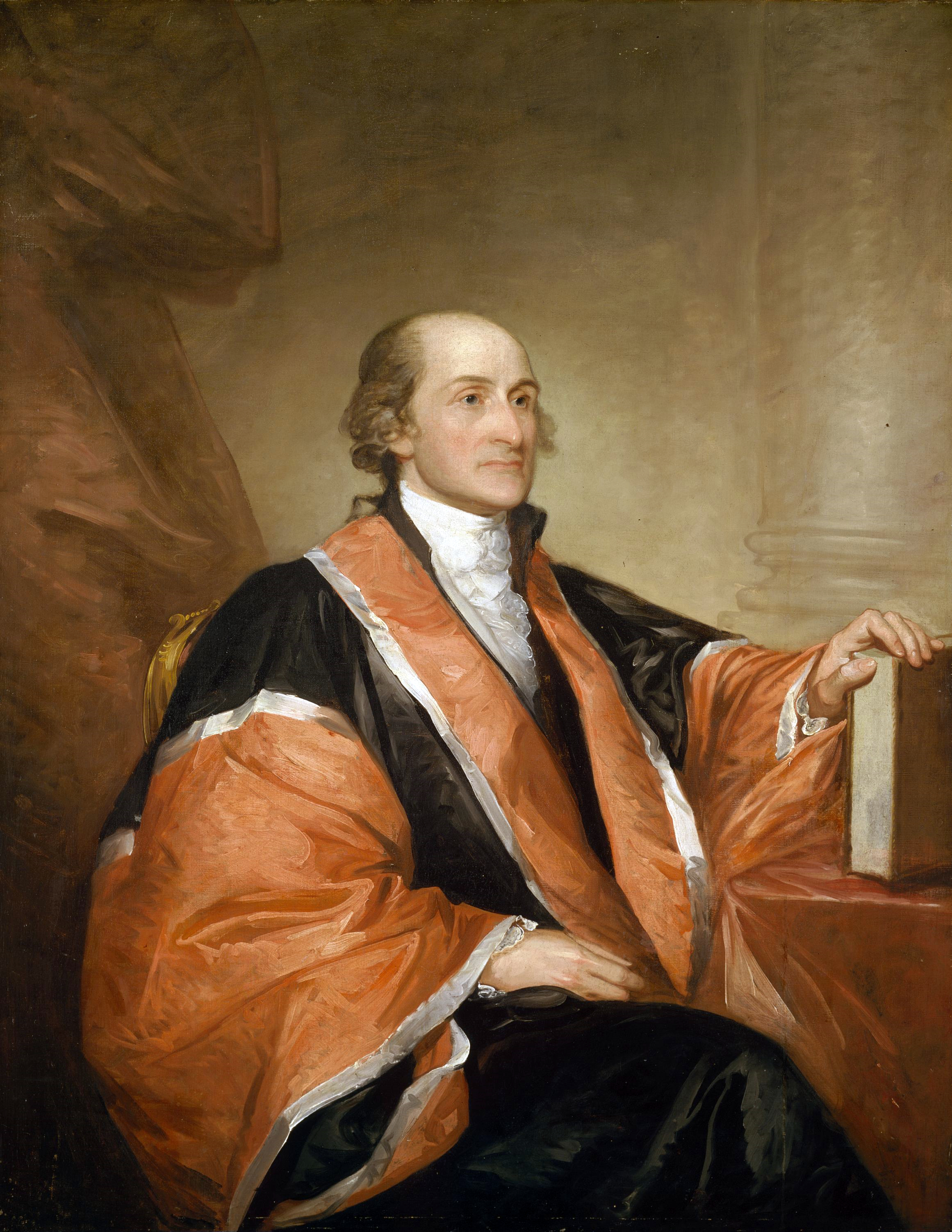
존 제이
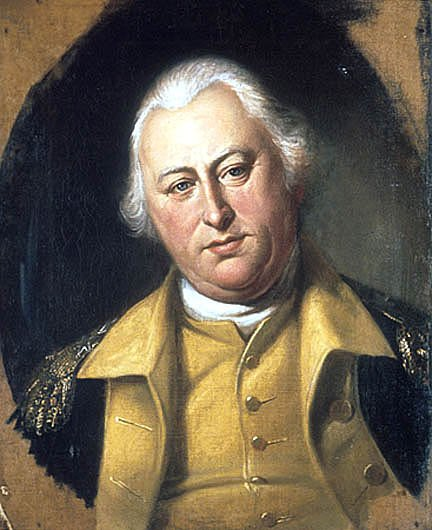
벤자민 링컨
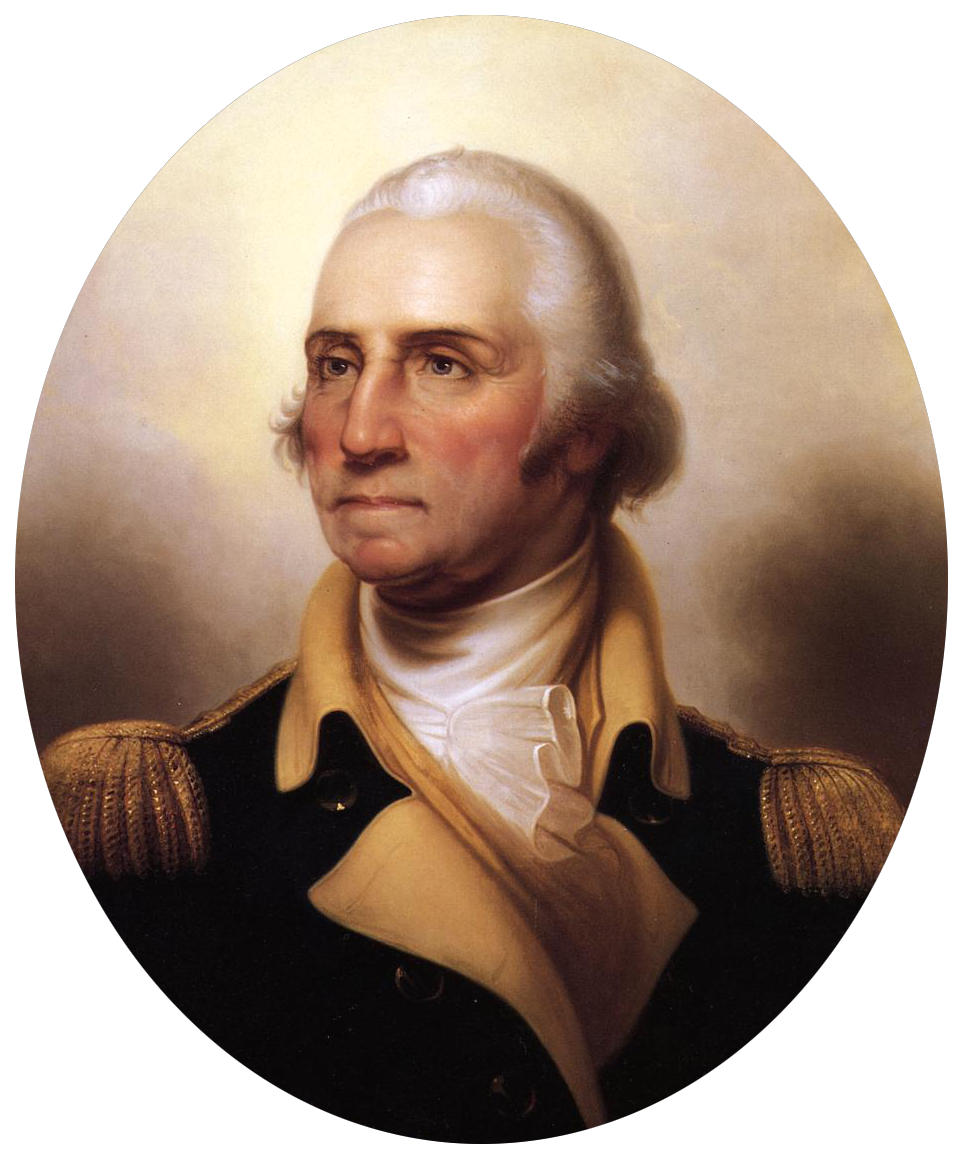
조지 워싱턴

## 선거 과정

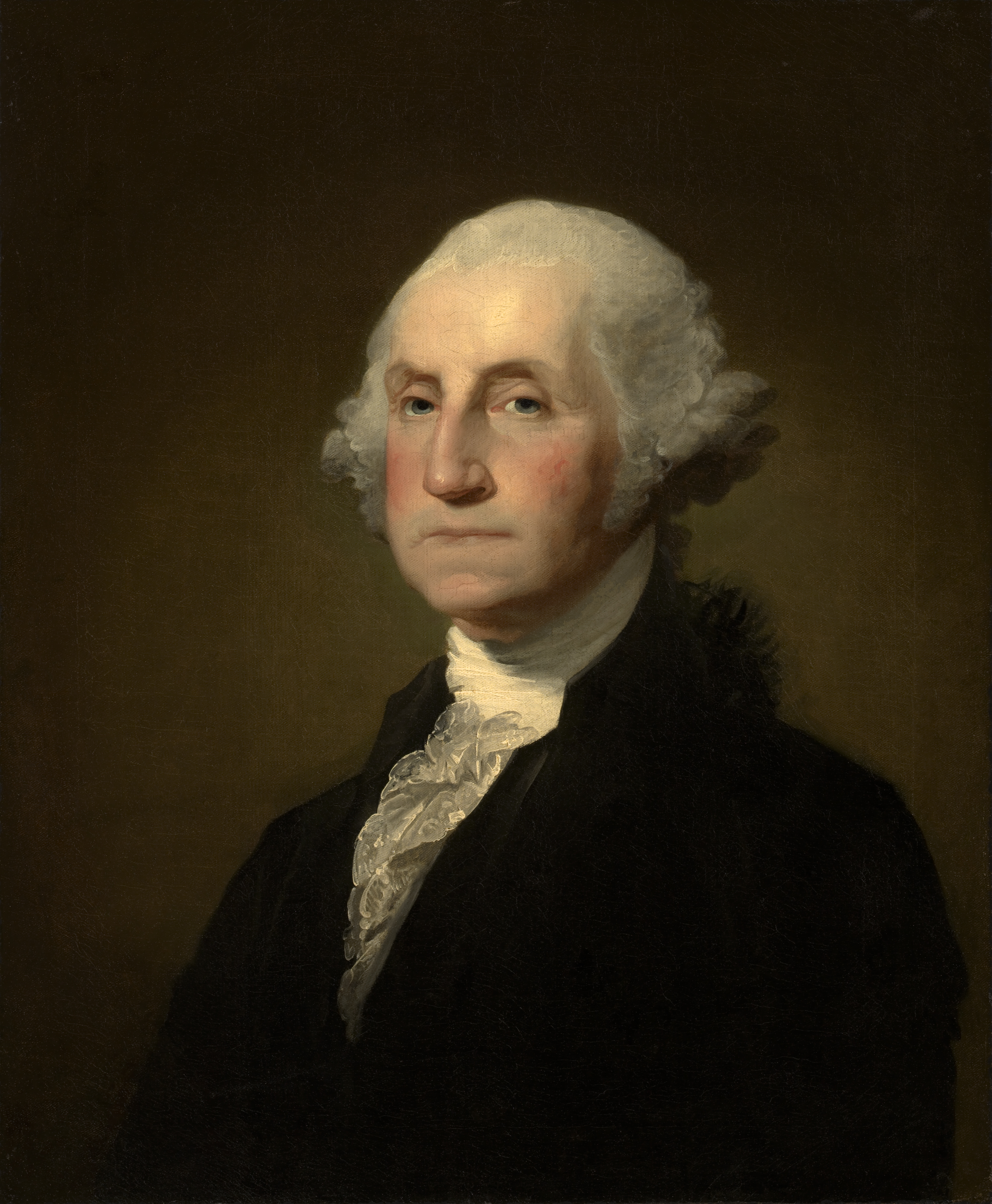
미국 최초의 대통령 조지 워싱턴

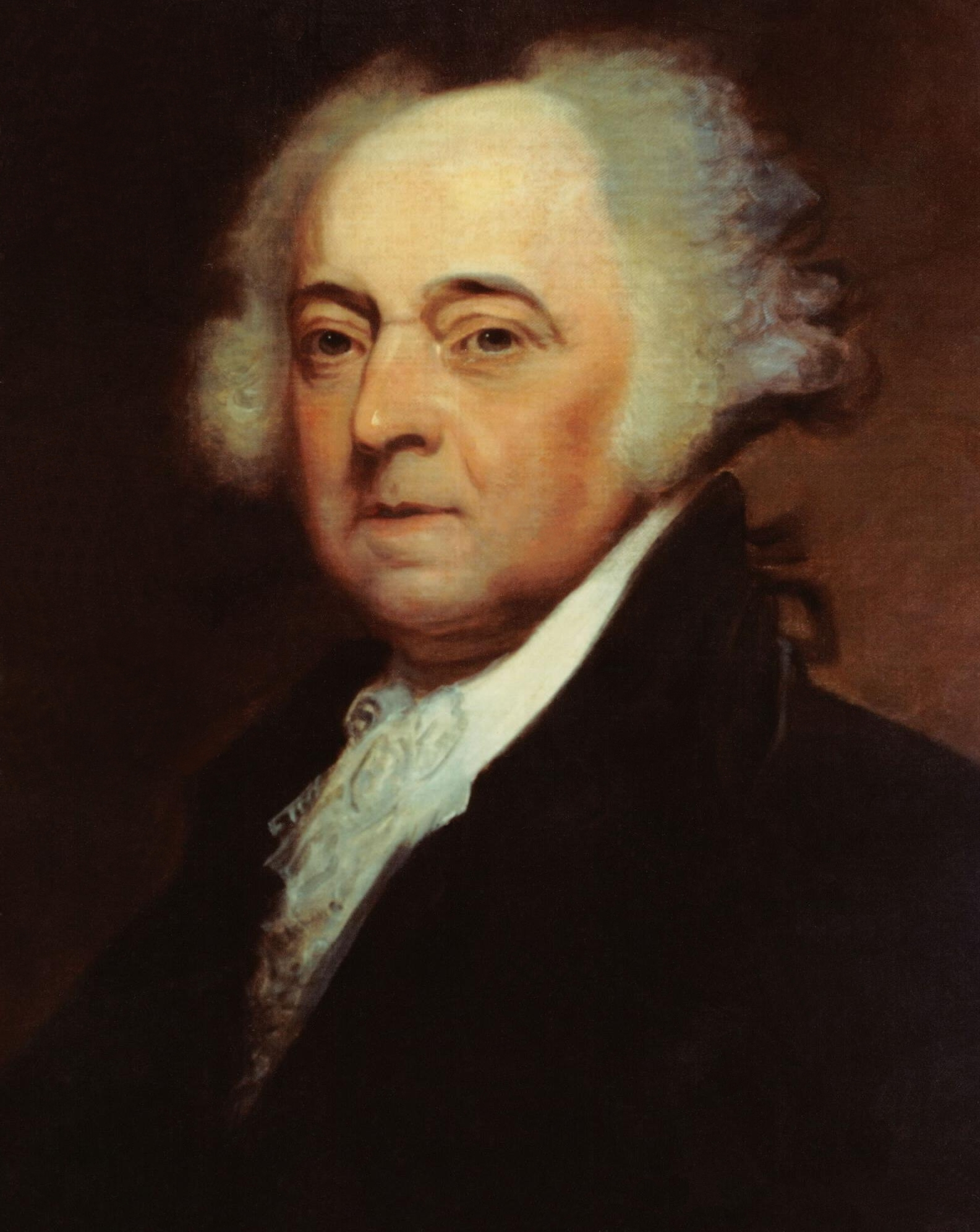
미국 최초의 부통령 존 애덤스 (연방주의자)

### 선거인단 선출
전당대회나 후보 지명은 없었으며, 선거인단은 각 주에서 개별적으로 선출되었다. 노스캐롤라이나와 로드아일랜드는 아직 연방 헌법을 인정하지 않았고, 뉴욕주는 주의회에서 선거인단 지명이 교착상태에 빠져있었기 때문에 선거인단을 선출하지 못하였다. 13개의 주 가운데 10개의 주에서 총 69명의 선거인단을 선출하였는데, 사람들은 대부분 조지 워싱턴이 당선될 것이라고 입을 모았으며, 반대는 거의 없었다.

### 선거 결과
선거는 1788년 12월 15일에서 1789년 1월 10일 사이에 실시되었다. 총 3만 8천 818명이 투표권을 행사하였는데, 모두 조지 워싱턴에게 투표하여 조지 워싱턴은 일반 득표율에 있어서 압도적인 1위를 차지하였다. 대통령 선거의 당락을 좌우하는 선거인단 선거에서는, 69명 모두 한 표씩 조지 워싱턴에게 투표하였으며, 나머지 중에서는 연방주의자였던 존 애덤스가 36표를 얻어 1위를 차지하였다. 존 애덤스를 제외하고는 10표 이상 받은 후보는 없었다.
| 순위 | 이름            | 정당           | 일반득표 | 선거인단 득표 |
| ---- | --------------- | -------------- | -------- | ------------- |
| 1    | 조지 워싱턴     | 무소속         | 38,818   | 69            |
| 2    | 존 애덤스       | 연방주의       | 0        | 36            |
| 3    | 존 제이         | 연방주의       | 0        | 7             |
| 4    | 로버트 해리슨   | 연방주의       | 0        | 6             |
| 4    | 존 러틀리지     | 연방주의       | 0        | 6             |
| 6    | 존 핸콕         | 연방주의       | 0        | 4             |
| 7    | 조지 클린턴     | 반(反)연방주의 | 0        | 3             |
| 8    | 사무엘 헌팅턴   | 연방주의       | 0        | 2             |
| 8    | 존 밀턴         | 연방주의       | 0        | 2             |
| 10   | 제임스 암스트롱 | 연방주의       | 0        | 1             |
| 10   | 벤자민 링컨     | 연방주의       | 0        | 1             |
| 10   | 에드워드 텔페어 | 반연방주의     | 0        | 1             |

## 다른 선거와의 차이점
- 1. 조지 워싱턴이 일반 투표와 선거인단 투표 모두 만장일치로 선출되었다. 이는 현재까지 깨지지 않고 있는 기록이다.
- 2. 무소속이 대통령에 당선된 미국의 역사상 전무후무한 선거였다.[3]

## 같이 보기
- 미국의 대통령
- 미국의 역사
- 조지 워싱턴
- 존 애덤스